# Acetofenonă
Acetofenona (feniletanona) este un compus organic cu formula chimică C6H5C(O)CH3, fiind cel mai simplu exemplu de cetonă aromatică. Este un lichid incolor și cu consitență vâscoasă.

## Obținere
Acetofenona este obținută ca produs secundar în reacția de oxidare a etilbenzenului la hidroperoxid de etilbenzen, acest compus fiind un intermediar utilizat în sinteza industrială a propilenoxidului.